# Dni zdrady
Dni zdrady (cz. Dny zrady) – czechosłowacki dramat historyczny z 1973 roku w reżyserii Otakara Vávry.

## Obsada
- Jiří Pleskot jako Edvard Beneš
- Bohumil Pastorek jako Klement Gottwald
- Gunnar Möller jako Adolf Hitler
- Jaroslav Radimecký jako Neville Chamberlain
- Martin Gregor jako Édouard Daladier
- Bořivoj Navrátil jako Siergiej Aleksandrowski
- Josef Langmiler jako Duff Cooper
- Jiří Holý jako pułkownik Fiala
- Čestmír Řanda jako Gwatkin
- Vladimír Šmeral jako Milan Hodža
- Jaromír Hanzlík jako Jiří
- Jiří Krampol jako Karel
- Vítězslav Jandák jako Standa
- Svatopluk Beneš jako Newton
- Michal Dočolomanský jako Jan Šverma
- Vladimír Hlavatý jako gen. Maurice Gamelin

## Produkcja
Zdjęcia kręcono w Czechach w następujących lokacjach:
- Praga;
- kraj hradecki (twierdze Dobrošov i Hanička);
- kraj karlowarski (Karlowe Wary, Abertamy, Cheb, Pernink);
- kraj liberecki (Liberec);
- kraj ołomuniecki (Rokytnice);
- kraj ustecki (Červený Hrádek)[1].